# John Martyn
John Martyn, nome d'arte di Iain David McGeachy (New Malden, 11 settembre 1948 – Thomastown, 29 gennaio 2009), è stato un cantautore e chitarrista scozzese.
Spaziava dal folk al blues al jazz e il suo stile era caratterizzato dall'uso della voce come strumento musicale.

## Anni sessanta
La sua carriera musicale cominciò a diciannove anni, quando nel 1967 firmò un contratto con la Island e pubblicò nello stesso anno London Conversation, il suo primo album, caratterizzato da uno stile suggestivo, basato su una miscela di blues e folk. A questo primo album seguì l'anno dopo The Tumbler, più orientato verso il jazz.

## Anni settanta
Nel 1970 incise due album in collaborazione con la moglie Beverley Kutner: Stormbringer! e The Road to Ruin. Fu invece dell'anno successivo Bless the Weather, considerato spesso dalla critica come un album di transizione e nel 1973 John Martyn incise uno dei più importanti album britannici degli anni settanta, Solid Air. La canzone che dà il titolo all'album è un tributo al cantautore Nick Drake, amico e collega di etichetta che nel 1974 morì improvvisamente per un'overdose di antidepressivi. In questo album, come in quello precedente (Bless the Weather), Martyn collaborò con il bassista jazz Danny Thompson, con il quale instaura una duratura e fruttuosa collaborazione musicale. In questo album continuò a sviluppare un suo stile vocale nuovo, inarticolato e modulato, che può essere paragonato al timbro di un sassofono tenore. A seguito del successo anche commerciale di Solid Air, Martyn registrò nello stesso anno lo sperimentale Inside Out, un album più difficile del precedente, basato su sensazioni ed improvvisazioni più che sulla struttura della canzone.
Nel 1977 Martyn incise l'album One World che indusse alcuni commentatori a descrivere Martyn come il "Padre del Trip hop". Una caratteristica di questo album è l'essere stato registrato all'aperto, includendo suoni circostanti come l'acqua di un lago vicino.

## Anni ottanta
Alla fine degli anni settanta John Martyn divorziò dalla moglie Beverley Kutner e, come riporta il sito ufficiale, "John schiacciò il pulsante di autodistruzione". In questo periodo, che lo stesso John Martyn definisce come "un periodo molto scuro della mia vita", registrò l'album Grace and Danger (1980), album che segna l'inizio delle collaborazioni del folksinger con Phil Collins. Qualche anno più tardi Martyn citerà questo album come il suo preferito, dicendo che "probabilmente è il più specifico pezzo di autobiografia che io abbia mai scritto. Alcune persone tengono un diario, io faccio dischi".
Nel 1981 Martyn lasciò l'Island e registrò i successivi album Glorious Fool e Well Kept Secret per la WEA, un'etichetta che chiaramente puntava a fargli raggiungere il successo commerciale. Nel 1983 Martyn incise un album dal vivo, Philentropy, mettendo in mostra tutta la sua espressività alla chitarra elettrica. Ritornando alla Island, Martyn registrò Sapphire (1984), Piece by piece (1986) e dal vivo Foundation (1987), prima di lasciare di nuovo la Island nel 1988.

## Anni novanta e duemila
Martyn incise The Apprentice nel 1990 e Cooltide nel 1991 per la Permanent Records, e registrò di nuovo molti dei suoi classici nella raccolta No Little Boy (1993), dove tra gli ospiti figurano Phil Collins e Andy Sheppard. L'album And (1996) uscì per l'etichetta Go!Discs, con forti influenze hip hop che saranno ancora più evidenti nel successivo Glasgow Walker (2000); The Church With One Bell 1998 è un album di covers, con materiale preso dai Portishead e da Billie Holiday.
Nel luglio del 2006 la BBC trasmise un documentario sul periodo che seguì all'amputazione (2003) sotto al ginocchio della gamba destra di Martyn, che lo aveva costretto alla sedia a rotelle, e alla successiva incisione dell'album On the Cobbles (2004).
Negli ultimi anni della sua vita John Martyn risiedette in Irlanda, continuando a scrivere e a collaborare con vari artisti.
Per celebrare il sessantesimo compleanno di Martyn, la Island pubblicò il 1º settembre 2008 un cofanetto con quattro CD dal titolo Ain't No Saint. Il cofanetto include molte incisioni dal vivo e del materiale inedito. Il progetto fu curato da John Hillarby, un amico che si occupa anche del sito web ufficiale di Martyn.
John Martyn morì il 29 gennaio 2009 in un ospedale di Thomastown, nella contea di Kilkenny, in Irlanda a causa di sindrome da distress respiratorio acuto. Viveva a Thomastown con la sua compagna Theresa Walsh. La salute di Martyn è stata influenzata dal suo abuso di droghe e alcol per tutta la vita. Gli sopravvissero la sua compagna e i suoi figli, Mhairi, Wesley e Spencer McGeachy.

## Discografia

### Album studio
- London Conversation (ottobre 1967)
- The Tumbler (dicembre 1968)
- Stormbringer! (febbraio 1970) (con Beverley Martyn)
- The Road to Ruin (con Beverley Martyn) (novembre 1970)
- Bless the Weather (novembre 1971)
- Solid Air (febbraio 1973)
- Inside Out (ottobre 1973)
- Sunday's Child (gennaio 1975)
- One World (novembre 1977)
- Grace and Danger (ottobre 1980)
- Glorious Fool (settembre 1981)
- Well Kept Secret (agosto 1982)
- Sapphire (novembre 1984)
- Piece by Piece (febbraio 1986)
- The Apprentice (marzo 1990)
- Cooltide (novembre 1991)
- And (agosto 1996)
- The Church with One Bell (marzo 1998)
- Glasgow Walker (Maggio 2000)
- On the Cobbles (aprile 2004)

### Album dal vivo e raccolte
- Live at Leeds (settembre 1975)
- So Far So Good (1977)
- Philentropy (novembre 1983)
- Foundations (ottobre 1988)
- Couldn't Love You More (ottobre 1992)
- No Little Boy (giugno 1993)
- Sweet Little Mysteries: The Island Anthology (1994)
- Live (1994)
- Late Night John (2004)
- The Battle of Medway: 17 July 1973 (live) (2007)
- Anthology (2007)
- The Simmer Dim (2008)
- The July Wakes (2008)
- Ain't No Saint (2008)